# David Copperfield (illusionist)
 For alternative betydninger, se David Copperfield. (Se også artikler, som begynder med David Copperfield)
David Copperfield (født 16. september 1956 i Metuchen, New Jersey, USA som David Seth Kotkin) er en berømt amerikansk illusionist. Hans mest spektakulære nummer regnes for at være, da han fik Frihedsgudinden i New York til at forsvinde, og da han svævde frit over Grand Canyon. Han har også gået gennem Den Kinesiske Mur. Han har fået en stjerne på Hollywood Walk of Fame, som den første magiker nogensinde.
Copperfield har solgt over 33 millioner billetter og fået en indtjening på over $4 mia., hvilket er mere end nogen anden solo-entertainer nogensinde. I 2015 listede Forbes ham med en indtjening på $63 mio. de seneste 12 måneder, hvilket gjorde ham til den 20. bedst betalte berømthed i verden.
Kunstnernavnet kommer fra Charles Dickens litterære figur David Copperfield.